# Episodi di True Detective (quarta stagione)
La quarta stagione della serie televisiva True Detective, intitolata True Detective: Night Country e composta da sei episodi, è stata trasmessa sul canale statunitense HBO dal 14 gennaio al 18 febbraio 2024.
In Italia, la stagione è andata in onda in prima visione sul canale satellitare Sky Atlantic dal 15 gennaio al 19 febbraio 2024.
Il cast principale di questa stagione è formato da Jodie Foster, Kali Reis, Fiona Shaw, Finn Bennett, Isabella Star LaBlanc, John Hawkes e Christopher Eccleston.
| nº | Titolo originale | Titolo italiano | Prima TV USA     | Prima TV Italia  |
| -- | ---------------- | --------------- | ---------------- | ---------------- |
| 1  | Part 1           | Episodio 1      | 14 gennaio 2024  | 15 gennaio 2024  |
| 2  | Part 2           | Episodio 2      | 21 gennaio 2024  | 22 gennaio 2024  |
| 3  | Part 3           | Episodio 3      | 28 gennaio 2024  | 29 gennaio 2024  |
| 4  | Part 4           | Episodio 4      | 4 febbraio 2024  | 5 febbraio 2024  |
| 5  | Part 5           | Episodio 5      | 11 febbraio 2024 | 12 febbraio 2024 |
| 6  | Part 6           | Episodio 6      | 18 febbraio 2024 | 19 febbraio 2024 |

## Episodio 1
- Titolo originale: Part 1
- Diretto da: Issa López
- Scritto da: Issa López

### Trama
Alaska, 17 dicembre. Inizia la notte polare. Un cacciatore punta la sua preda fra una mandria di caribù: improvvisamente, il capobranco sembra dare un ordine e tutti gli animali si gettano da un dirupo. Nella vicina stazione di ricerca artica Tsalal, otto scienziati sono impegnati nelle loro routine quotidiane quando improvvisamente uno di essi, Raymond Clark, apparentemente colpito da attacco epilettico, dice: «Lei è sveglia». Subito dopo un blackout colpisce la stazione. Tre giorni dopo sopraggiunge un fattorino che, non trovando alcuno, ispeziona la stazione e scorge una lingua mozzata.
Il capo della polizia locale della vicina cittadina di Ennis, Elisabeth "Liz" Danvers, si reca sul posto per eseguire i rilievi; da una prima occhiata deduce che la lingua appartiene a una nativa. L'agente dell'Alaska State Troopers (la polizia di stato dell'Alaska) Evangeline "Angie" Navarro, dopo aver arrestato un uomo che abusava fisicamente della compagna, si reca dalla collega per chiedere di vedere la lingua: sospetta che appartenga ad Annie Kowtok, un'attivista ambientale nativa uccisa sei anni prima, del cui caso si era occupata. La donna fu uccisa con un'arma bianca a forma di stella e le fu strappata la lingua: il colpevole non fu mai trovato. Navarro, che allora era sergente della polizia locale, vide per prima il cadavere martoriato anche post mortem dall'assassino. Nonostante il caso fosse stato archiviato, Navarro ne era rimasta ossessionata tanto da continuare a indagare, cosa che causò la sua retrocessione ad agente e l'allontanamento dalla polizia locale.
Danvers intanto recupera il fascicolo di Annie e scopre un collegamento: in una foto la giovane nativa indossava un giaccone uguale a quello indossato in un'altra occasione da uno dei ricercatori scomparsi: Raymond Clark. La notte successiva, la donna ha un incubo in cui un bambino di nome Holden le sussurra: «Mamma, lei è sveglia»; Navarro, che è di pattuglia, vede un orso polare guercio vagare per la cittadina.
Rose Aguineau, una donna che vive alla periferia di Ennis, vede, o crede di vedere, un uomo scalzo di nome Travis fuori dalla sua abitazione e lo segue nella tormenta di neve. L'uomo indica alla donna un preciso punto; poco dopo giungono sul posto le forze di polizia: nel punto indicatole da Travis (che – dice Navarro a Rose – è morto) ci sono tre cadaveri congelati.
- Durata: 57 minuti
- Guest star: L'Xeis Diane Benson (Beatrice "Bee" Malee), Aka Niviâna (Julia Navarro).
- Altri interpreti: Angunnguaq Larsen (Dominic Pitka), Tim van Eyken (Ralph Emerson), Pablo Anibal Frana (Facundo Molina), John Albasiny (Anton Kotov), Nicholas Goh (Li Jie), Þorsteinn Bachmann (Anders Lund), Adam Burton (Lucas Merens), Jeff Mirza (Veer Mehta), Owen McDonnell (Raymond Clark), Darren Foreman (Bill Wallis), Joi Johannsson (manager Crab Plant), Aron Már Ólafsson (Ace), Kathryn Wilder (Blair Hartman), Erling Eliasson (Travis Cohle[4] da morto), Grace Anderson (Lulu), Marita Susanna Dalsgaard (Kerri Gillard), Hákon Jóhannesson (uomo nella casa), Ólafía Hrönn Jónsdóttir (Stacy Chalmers), Phillip Blanchett (Ryan Kowtok), Abraham Franklínsson (minatore), Edward Fletcher (Chuck Mosley), Árni Lárusson (Gordon), David Katrinarson (agente Cooper), Xavier Osmanson (Darwin Prior), Anna Lambe (Kayla Prior), Joel Montgrand (Eddie Qavvik), Thomas Baker (guardia di sicurezza nel deposito degli alcolici), Inuik Lee Nielsen Shapiro (Holden Danvers).
- Ascolti USA: telespettatori 565 000 – rating 18-49 anni 0,08%[5]

## Episodio 2
- Titolo originale: Part 2
- Diretto da: Issa López
- Scritto da: Issa López

### Trama
21 dicembre. I corpi congelati appartengono ai ricercatori scomparsi: uno dei cadaveri ha un segno a spirale sulla fronte. Improvvisamente uno dei corpi si rianima e inizia a urlare. Il blocco ghiacciato contenente i corpi viene trasferito alla locale pista di pattinaggio per il decongelamento: i cadaveri sono infatti ben più di tre.
Danvers, che fa di tutto per convincere il capitano Connelly (che, fra l'altro, è suo amante) a lasciare il caso alla polizia locale, si reca dal suo amico geologo Bryce per avere chiarimenti sulle ricerche della stazione Tsalal: l'uomo afferma che gli otto scienziati erano impegnati nel sequenziamento del DNA di un microorganismo estinto in grado di fermare il decadimento cellulare, cosa che avrebbe significato trovare una cura per molte malattie degenerative. Successivamente Wallis, il fattorino che aveva scoperto la lingua mozzata, informa Peter Prior che Raymond Clark aveva tatuato lo stesso simbolo a forma di spirale trovato nella fronte di uno dei cadaveri, e che lo aveva visto perché Clark aveva strane abitudini, fra cui girare nudo per la neve; Navarro informa Danvers che anche Annie Kowtok aveva lo stesso tatuaggio. Dopo aver effettuato invano un tentativo con Danvers per unirsi alle indagini, Navarro prosegue da sola. Da un dipendente della Silver Sky Mining (l'azienda sotto mira degli ambientalisti di Annie) scopre che Clark aveva acquistato una roulotte; Peter inoltre identifica fra i finanziatori della Tsalal la Tuttle United.
Dopo una breve verifica presso il laboratorio tatoo dove Clark aveva fatto il tatuaggio, Danvers scopre che Annie e Raymond erano intimi e finalmente propone a Navarro di collaborare. Liz ha inoltre trovato fra le carte dello scienziato una serie di inquietanti disegni e frasi apparentemente senza senso che citano una «Lei» dalle «fredde dita» e dagli «occhi oscuri» che non dormirebbe mai, che non dovrebbe essere mai nominata e che si starebbe muovendo verso l'esterno. Navarro intanto localizza la roulotte di Clark: assieme alla collega si reca sul posto e lì le due scoprono una specie di santuario dell'occulto. I corpi si sono nel frattempo parzialmente decongelati: sono sei, e quello che manca (escludendo il sopravvissuto, Lund) è quello di Clark.
- Durata: 61 minuti
- Guest star: L'Xeis Diane Benson (Beatrice "Bee" Malee), Aka Niviâna (Julia Navarro).
- Altri interpreti: Dan Cade (agente Willson), Johnathan Anderson (agente Davis), David Katrinarson (agente Cooper), Þorsteinn Bachmann (Anders Lund), Donnie Keshawarz (Adam Bryce), Erlen Ísabella Einarsdóttir (studentessa), Erling Eliasson (Travis Cohle[4] da morto), Grace Anderson (Lulu), Eloise Thomas (Sheri Gillard), Dervla Kirwan (Kate McKitterick), Phillip Blanchett (Ryan Kowtok), Edward Fletcher (Chuck Mosley), Adam Bowman (minatore), Abraham Franklínsson (minatore), David Shackelford (Kenny), Joel Montgrand (Eddie Qavvik), Ben Watt (Shorty), Tim van Eyken (Ralph Emerson), Adam Burton (Lucas Merens), Jeff Mirza (Veer Mehta), John Albasiny (Anton Kotov), Nicholas Goh (Li Jie), Pablo Anibal Frana (Facundo Molina), Owen McDonnell (Raymond Clark), Kathryn Wilder (Blair Hartman), Darren Foreman (Bill Wallis), Mary Lou Asicksik (Janice), Lisbeth Poulsen (sig.ra Navarro), Ulloriaq Caquineau (Navarro da giovane), Aili Rosbach (Julia da giovane), Anna Lambe (Kayla Prior), Xavier Osmanson (Darwin Prior), Doreen Simmonds (Kalik), Inuik Lee Nielsen Shapiro (Holden Danvers), Svend Hardenberg (Jake Peterson).
- Ascolti USA: telespettatori 678 000 – rating 18-49 anni 0,09%[6]

## Episodio 3
- Titolo originale: Part 3
- Diretto da: Issa López
- Scritto da: Issa López (soggetto); Issa López e Alan Page Arriaga (sceneggiatura)

### Trama
Sette anni prima, l'allora sergente Navarro della polizia di Ennis aveva tentato di arrestare Annie Kowtok mentre quest'ultima aiutava una nativa Iñupiat a partorire in un centro ostetrico, ma dopo aver assistito al parto aveva desistito.
22 dicembre. Mentre nella cittadina di Ennis i nativi protestano per l'inquinamento provocato dalla locale miniera della Silver Sky, Hank Prior organizza una caccia all'uomo ingaggiando alcuni cacciatori civili per stanare Clark. Danvers intanto racconta a Peter di come lei e Navarro avessero rotto dopo un caso di violenza domestica: un uomo, William Wheeler, aveva ucciso a botte la sua compagna e dopo si era suicidato; Navarro – afferma Liz – sosteneva che avrebbero dovuto fare qualcosa in più per la donna e per questo fu trasferita; in realtà – ma questo Liz non lo dice al sottoposto – trovarono l'uomo vivo e vegeto. Cercando fra le cianfrusaglie rinvenute nella roulotte di Clark, le due ex colleghe trovano un riferimento a una persona che doveva sapere della relazione fra Clark e Annie: Susan, una parrucchiera. La donna racconta che si recava alla stazione Tsalal per tagliare i capelli dei ricercatori e di aver portato una volta Annie con sé, e che in quell'occasione era scoccata la scintilla fra l'ambientalista e Clark. Inoltre Susan, che aveva una relazione con Oliver Tagaq, un ingegnere della Tsalal, afferma che dopo la morte di Annie aveva chiamato la polizia e aveva parlato di Clark con Hank, che evidentemente non l'aveva riferito a Danvers e Navarro. Le due poliziotte rintracciano Tagaq in un campo di nomadi Iñupiat: qualche tempo prima dell'assassinio di Annie, l'uomo era sparito nel nulla, cancellando ogni sua traccia sia fisica che elettronica. Dopo aver saputo della terribile sorte toccata agli ex colleghi, l'ingegnere caccia le due poliziotte in malo modo. L'ospedale avvisa la polizia che l'unico ricercatore sopravvissuto, Anders Lund, è in fin di vita: le due si recano al capezzale dell'uomo che farfuglia confuse frasi riguardo alla misteriosa «Lei» in agguato fra i ghiacci; mentre Danvers si assenta un attimo, lo scienziato sembra riprendersi e, con un'agghiacciante voce calma, rivolge a Navarro delle oscure minacce. Subito dopo muore.
Un veterinario cugino di Peter informa il team che gli scienziati non sono morti di freddo, ma di paura. Il giovane agente raggiunge le colleghe all'ospedale: è riuscito ad accedere allo smartphone di Annie, precedentemente rinvenuto nella roulotte. Le due agenti visualizzano un video in cui Annie, in primo piano, si trova in una grotta e afferma di aver trovato qualcosa; subito dopo il telefono cade ma continua a riprendere, e si odono le urla terrorizzate della ragazza.
- Durata: 57 minuti
- Guest star: L'Xeis Diane Benson (Beatrice "Bee" Malee), Aka Niviâna (Julia Navarro), June Thiele (infermiera Ivy).
- Altri interpreti: Nivi Pedersen (Annie Kowtok), Ippiksaut Friesen (Grace Oopik), Tanya Tagaq (doula), Varna Marianne Nielsen (doula), Nancy Mike (doula), Charlotte Qamaniq (doula), Johnathan Anderson (agente Davis), Dan Cade (agente Willson), David Katrinarson (agente Cooper), Grace Anderson (Lulu), Kasper Leisner (William Wheeler), Bridie Trainor (Susan Ineak), María Pálsdóttir (Miriam), Joel Montgrand (Eddie Qavvik), Eloise Thomas (Sheri Gillard), Aqqalu Berthelsen (giovane cacciatore), Nancy Barnes (ragazza nella folla), Ben Watt (Shorty), Ane Marie Ottosen (Alma, receptionist del Faro), Inuik Lee Nielsen Shapiro (Holden Danvers), David Shackelford (Kenny), Anna Lambe (Kayla Prior), Xavier Osmanson (Darwin Prior), Mary Lou Asicksik (Janice), Yaari Walker (Lou, impresaria di pompe funebri), Aviaaja Arens (Aviaq Carter), Doreen Simmonds (Kalik), Vilhelm Neto (Vince, il veterinario), Angunnguaq Larsen (Dominic Pitka), Lance Karmer (Oliver Tagaq), Þorsteinn Bachmann (Anders Lund), Anthony Bacigalupo (infermiere).
- Ascolti USA: telespettatori 602 000 – rating 18-49 anni 0,11%[7]

## Episodio 4
- Titolo originale: Part 4
- Diretto da: Issa López
- Scritto da: Namsi Khan, Chris Mundy e Issa López

### Trama
24 dicembre. Liz Danvers soccorre Julia Navarro che vaga in stato confusionale e seminuda: la sfortunata donna viene portata dalla sorella in un centro di assistenza sociale, ma la stessa notte, dopo aver visto lo spettro di una donna, fugge e, dopo aver riposto gli abiti perfettamente piegati (come avevano fatto i ricercatori), si suicida incamminandosi verso il gelido oceano.
Peter Prior scova un uomo che, come Tagaq, sembra scomparso da ogni archivio documentale e informatico: Otis Heiss fu ricoverato nel 1998 con gli stessi sintomi riscontrati sui cadaveri dei ricercatori. Danvers e Angie Navarro si recano da Adam Bryce e gli fanno guardare il video di Annie Kowtok: il geologo nota subito alcuni fossili di antichi cetacei e informa le due che colui che mappò le grotte sui Monti Brooks fu proprio Heiss. Danvers, che a causa di problemi con la figliastra Leah trascorre la vigilia di Natale da sola, si ubriaca e, visionando il filmato di Annie, nota che alla fine del video le luci si spengono improvvisamente, esattamente come nel video che il biofisico Molina stava girando quando Clark era apparso all'improvviso, intuendo che c'entri in qualche modo Tagaq. Navarro e Peter si recano a parlare con l'ingegnere, ma l'uomo se n'è andato lasciando nel suo alloggio una pietra con una spirale incisa.
Sconvolta dalla perdita della sorella, Navarro nella notte partecipa a una rissa; il mattino dopo si reca dalla collega: le due ricordano cosa accadde durante il caso Wheeler, con Danvers che accusa la partner di aver visto, o creduto di vedere, qualcosa; Navarro nega, ma in effetti vide lo spettro di una giovane donna che le puntava il dito. Intanto Peter ottiene un'altra informazione: qualcuno con indosso il parka di Clark, che successivamente era stato vestito anche da Annie, è stato avvistato nei pressi di una draga abbandonata. Giunte sul luogo, Danvers si getta all'inseguimento dell'uomo, che si rivela essere Heiss, mentre Navarro viene distratta dalle apparizioni spettrali che continuano a tormentarla. Heiss, gravemente affetto da tossicodipendenza, afferma che Clark si troverebbe «nelle Terre Oscure».
- Durata: 59 minuti
- Guest star: Aka Niviâna (Julia Navarro).
- Altri interpreti: Nivi Pedersen (Annie Kowtok), Ane Marie Ottosen (Alma, receptionist del Faro), David Katrinarson (agente Cooper), Sara Dögg Ásgeirsdóttir (Becks Bryce), Donnie Keshawarz (Adam Bryce), Lisbeth Poulsen (sig.ra Navarro), Dervla Kirwan (Kate McKitterick), Anna Lambe (Kayla Prior), Doreen Simmonds (Kalik), Angunnguaq Larsen (Dominic Pitka), Aron Már Ólafsson (Ace), Atli Magnússon (Bob, infermiere del Faro), Joel Montgrand (Eddie Qavvik), Inuik Lee Nielsen Shapiro (Holden Danvers), Kasper Leisner (William Wheeler), Klaus Tange (Otis Heiss).
- Ascolti USA: telespettatori 722 000 – rating 18-49 anni 0,11%[8]

## Episodio 5
- Titolo originale: Part 5
- Diretto da: Issa López
- Scritto da: Katrina Albright, Wenonah Wilms, Chris Mundy e Issa López

### Trama
31 dicembre. Evangeline Navarro fa cremare la sorella Julia e con l'aiuto di Rose disperde le ceneri in mare. Leah Danvers viene arrestata mentre manifesta assieme agli esasperati nativi residenti di Ennis davanti alla sede della Silver Sky. Connelly convoca Danvers presso la stessa sede dell'ente minerario dove insieme alla dirigente Kate McKitterick le comunica che gli otto ricercatori sono morti per assideramento a causa di una valanga. L'incredula Danvers svela a McKitterick di aver scoperto grazie a Peter Prior che attraverso la Tuttle United la Silver Sky finanziava la stazione Tsalal che così “ammorbidiva” le relazioni sull'inquinamento ambientale causato dalla miniera. Ripresa la notte precedente dalle videocamere di sicurezza in una perlustrazione in territorio Silver Sky, dove si era recata assieme a Navarro in cerca della grotta scenario dell'omicidio di Annie Kowtok, Danvers è costretta a rivelare la sua fonte, ossia l'ingegnere Heiss. Connelly la esorta a chiudere il caso, rivelandole di essere a conoscenza di che cosa davvero era accaduto durante il caso Wheeler. Poco dopo, McKitterick incontra segretamente Hank Prior e lo incarica di sbarazzarsi di Heiss. L'ufficiale, da tempo corrotto, si mette così alle costole di Danvers.
Liz scopre che la causa della fuga di notizie sul caso Wheeler è indirettamente Peter: il giovane agente, cacciato di casa dalla moglie, era infatti tornato ad abitare dal padre; Hank aveva facilmente trovato la password del computer di Peter e aveva informato Connelly sui sospetti del figlio. Le due agenti avevano infatti manomesso le prove del presunto suicidio di Wheeler, e Peter l'aveva scoperto senza rivelare nulla ai superiori. Dopo un confronto con Peter, Danvers porta Heiss a casa sua dove, dandogli dell'eroina, lo persuade a rivelare l'accesso alle grotte ghiacciate. Poco prima che i due escano per recarsi sul posto, giunge Hank che, dopo una breve discussione, fredda Heiss. Subito dopo arriva anche Peter che, dopo aver litigato col padre a causa del computer violato, era stato invitato da Liz a trasferirsi in un locale nei pressi della propria casa. La situazione è molto tesa: Hank, dopo aver confessato di essersi limitato a spostare il corpo di Annie, ma di non averla uccisa, solleva l'arma contro Danvers e Peter si vede costretto a uccidere il padre. Navarro convince la collega a non chiamare Connelly, sospettando un suo coinvolgimento nell'oscura vicenda, e dopo aver lasciato Peter a ripulire la scena e a sbarazzarsi dei corpi, le due si dirigono verso le montagne.
- Durata: 61 minuti
- Guest star: June Thiele (infermiera Ivy).
- Altri interpreti: Yaari Walker (Lou, impresaria di pompe funebri), Ane Marie Ottosen (Alma, receptionist del Faro), Klaus Tange (Otis Heiss), Inuik Lee Nielsen Shapiro (Holden Danvers), Anna Lambe (Kayla Prior), Eloise Thomas (Sheri Gillard), Nancy Barnes (ragazza nella folla), Ben Watt (Shorty), Ippiksaut Friesen (Grace Oopik), Abraham Franklínsson (minatore), Edward Fletcher (Chuck Mosley), Varna Marianne Nielsen (doula), Charlotte Qamaniq (doula), Tanya Tagaq (doula), Mary Lou Asicksik (Janice), Aqqalu Berthelsen (giovane cacciatore), Johnathan Anderson (agente Davis), Angunnguaq Larsen (Dominic Pitka), Nivi Pedersen (Annie Kowtok), Dan Cade (agente Willson), David Katrinarson (agente Cooper), Dervla Kirwan (Kate McKitterick), Joel Montgrand (Eddie Qavvik), David Shackelford (Kenny), Kathryn Wilder (Blair Hartman), Grace Anderson (Lulu), Jakob Højlev Jørgensen (custode del cimitero), Atli Magnússon (Bob, infermiere del Faro), Þorsteinn Bachmann (Anders Lund), Lisbeth Poulsen (sig.ra Navarro).
- Ascolti USA: telespettatori 371 000 – rating 18-49 anni 0,04%[9]

## Episodio 6
- Titolo originale: Part 6
- Diretto da: Issa López
- Scritto da: Issa López

### Trama
31 dicembre. Mentre Peter Prior, aiutato da Rose Aguineau, si sbarazza del corpo di suo padre gettandolo nell'oceano sotto i ghiacci, Danvers e Navarro giungono alle grotte ghiacciate, dove intravedono Clark, che fugge. Esplorando le labirintiche caverne, scovano un laboratorio in un ambiente con un fossile a forma di spirale sul soffitto; lì trovano l'oggetto appuntito con cui fu uccisa Annie, nonché un passaggio segreto che conduce alla Tsalal: qui riescono a catturare Clark, che confessa. I ricercatori avevano decodificato il DNA del microrganismo preistorico grazie all'inquinamento della Silver Sky che ammorbidiva il permafrost, consentendo una maggiore velocità di estrazione, e per questo incoraggiavano l'ente minerario a inquinare maggiormente le acque. Annie aveva scoperto tutto, si era infilata nella stazione e aveva distrutto i risultati delle ricerche. Lund l'aveva scovata e l'aveva aggredita con l'oggetto appuntito, Clark era intervenuto cercando di salvarla ma gli altri scienziati avevano dato man forte a Lund. Infine Clark aveva finito la ragazza agonizzante, soffocandola. Navarro punta l'arma: Danvers ricorda che la stessa scena accadde durante il caso Wheeler, quando stava per sparare in testa al sospettato ma era stata preceduta dalla collega. Stavolta però Navarro non uccide l'uomo, che continua a ricordare la notte del 17 dicembre. Dopo aver detto ai colleghi che «Lei» era sveglia, la luce era mancata e lui era corso al passaggio segreto, chiudendosi dentro e ascoltando terrorizzato le urla dei colleghi. Mentre Danvers si riposa, Navarro lascia che l'uomo esca dalla stazione e si lasci morire di freddo. Poco dopo salta l'elettricità e le due hanno delle allucinazioni causate dal freddo, facendo i conti con il loro passato: Navarro, in una visione, ricorda finalmente qual è il suo nome iñupiat (Siqiññaatchiaq), mentre Danvers, credendo di vedere suo figlio Holden, tragicamente morto in un incidente, cade nel gelido mare e viene salvata all'ultimo secondo dalla collega. 
1º gennaio. Ripresasi dall'assideramento, Danvers ha un'intuizione: da ciò che ha detto Clark, mentre l'uomo era nascosto nel passaggio segreto qualcuno cercava di aprirlo dall'esterno, per cui deve aver certamente lasciato delle impronte; scoprono così l'impronta di una mano a cui mancano delle falangi: quella di Blair Hartman, l'operaia della pescheria industriale il cui compagno, che abusava di lei, era stato arrestato da Navarro, e che aveva trovato rifugio a casa di Beatrice "Bee" Malee, addetta alle pulizie della Tsalal. Bee aveva scoperto il passaggio che conduceva al laboratorio segreto e aveva trovato la prova che gli scienziati avevano ucciso Annie. Bee e Blair, assieme ad altre donne di Ennis, fra le quali le doule colleghe di Annie, l'infermiera e la receptionist della casa di accoglienza, la becchina e altre, quasi tutte native, avevano fatto irruzione armate fino ai denti alla Tsalal e costretto gli scienziati a uscire nudi nel gelo, dando loro la possibilità di salvarsi lasciando loro i vestiti: i sette erano però fuggiti terrorizzati, e Bee tira in ballo la misteriosa entità «Lei» che li avrebbe divorati. Danvers e Navarro decidono di non arrestare le donne e di tacere sull'accaduto.
12 maggio. Riconciliatasi con la figliastra Leah, Danvers affronta un interrogatorio sulla sparizione di Hank Prior e sul ritrovamento del corpo di Otis Heiss nel furgone di Hank, chiarendo la sua posizione. Dopo aver lasciato la videoregistrazione della confessione di Clark, che evidentemente aveva girato mentre Danvers riposava, e che provoca la chiusura della Silver Sky Mining, Navarro si rende irreperibile. Rispondendo alle domande degli investigatori sulla collega scomparsa, Liz dice di non sapere dove sia, ma in città si dice che sia stata avvistata diverse volte. Più tardi Danvers si reca in una casa fuori città, dove viene raggiunta da Navarro.
- Durata: 73 minuti
- Guest star: L'Xeis Diane Benson (Beatrice "Bee" Malee), June Thiele (infermiera Ivy).
- Altri interpreti: Owen McDonnell (Raymond Clark), Anna Lambe (Kayla Prior), Nivi Pedersen (Annie Kowtok), Þorsteinn Bachmann (Anders Lund), Tim van Eyken (Ralph Emerson), John Albasiny (Anton Kotov), Adam Burton (Lucas Merens), Jeff Mirza (Veer Mehta), Pablo Anibal Frana (Facundo Molina), Nicholas Goh (Li Jie), Kasper Leisner (William Wheeler), Inuik Lee Nielsen Shapiro (Holden Danvers), Svend Hardenberg (Jake Peterson), Kathryn Wilder (Blair Hartman), Ane Marie Ottosen (Alma, receptionist del Faro), Mary Lou Asicksik (Janice), Yaari Walker (Lou, impresaria di pompe funebri), Ippiksaut Friesen (Grace Oopik), Ramona Floyd (postina), Charlotte Qamaniq (doula), Tanya Tagaq (doula), Varna Marianne Nielsen (doula), John Dekker (agente), Björn Helgi Baldvinsson (agente), Joel Montgrand (Eddie Qavvik), Angunnguaq Larsen (Dominic Pitka).
- Ascolti USA: telespettatori 983 000 – rating 18-49 anni 0,15%[12]